# Carcinus
Carcinus (từ tiếng Hy Lạp: Καρκίνος Karkinos) là danh pháp khoa học của một chi cua, bao gồm Carcinus maenas - một loài xâm lấn khét tiếng, và C. aestuarii - một loài đặc hữu Địa Trung Hải.

## Carcinus maenas
C. maenas nằm trong số 100 "loài xâm lấn ngoại lai tệ hại nhất thế giới". Nó là loài bản địa đông bắc Đại Tây Dương và biển Baltic, nhưng đã xâm lấn các môi trường sống tương tự tại Australia, Nam Phi, Nam Mỹ cũng như ở cả vùng duyên hải Đại Tây Dương và Thái Bình Dương của Bắc Mỹ. Nó có thể phát triển tới kích thước rộng của mai là khoảng 90 mm (3,5 in). Thức ăn chủ yếu của nó là các loại động vật thân mềm, giun và động vật giáp xác nhỏ, có tiềm năng ảnh hưởng tới một loạt các bãi cá. Sự gieo rắc thành công của nó xảy ra thông qua một loạt các cơ chế, như trên thân tàu hay vật liệu đóng gói, lẫn trong động vật hai mảnh vỏ được di chuyển để nuôi trồng thủy sản và trôi theo bè mảng.
C. maenas được biết đến với các tên gọi khác nhau trên thế giới. Tại đảo Anh, nói chung nó được nhắc đến đơn giản như là cua bờ biển (shore crab). Tại Bắc Mỹ và Nam Mỹ nó được gọi là cua xanh (green crab) hay cua xanh châu Âu (European green crab). Tại Australia và New Zealand nó được gọi là cua xanh châu Âu (European green crab) hay cua bờ biển châu Âu (European shore crab).

## C. aestuarii
C. aestuarii là bản địa Địa Trung Hải. Nó rất giống với C. maenas và đôi khi được coi là phân loài của C. maenas chứ không phải một loài theo đúng nghĩa. Hai đơn vị phân loại này có thể phân biệt được bằng phần phía trước của mai giữa hai mắt, với phần này ngắn và có khía răng cưa ở C. maenas nhưng dài hơn và nhẵn hơn ở C. aestuarii.
Không giống như C. maenas, C. aestuarii chỉ dính vào một vụ xâm lấn; với vùng bờ biển Nhật Bản bị xâm lấn bởi hoặc là C. aestuarii hoặc là sinh vật lai ghép giữa C. aestuarii với C. maenas.